# Margie Joseph
Margie Joseph (* 19. August 1950 als Margaret Marie Joseph in Pascagoula, Mississippi) ist eine US-amerikanische Soul- und R&B-Sängerin, der zwischen 1970 und 1984 insgesamt 13 Hits in den amerikanischen R&B-Charts gelangen.

## Biografie
Margie Joseph, die bereits als Kind im Kirchenchor sang, feierte mit einem Soul-Cover der Paul-McCartney-Ballade My Love, das 1974 nicht nur Platz zehn der R&B-Hitparade erreichte, sondern auch Platz 69 der Billboard Hot 100, ihren größten Erfolg. Obwohl viele Kritiker Joseph seinerzeit in einer Liga mit Aretha Franklin sahen und insbesondere ihre Alben für die Labels Volt und Atlantic gelobten wurden, schaffte Joseph nie den ganz großen Durchbruch. Weitere Top-20-Hits waren eine Aufnahme mit der Philly-Soul-Gruppe Blue Magic, What’s Come over Me (1975), Hear the Words, Feel the Feeling (1976) und nach einigen ruhigen Jahren Knockout (1982). Ihre erfolgreichste LP war gleichzeitig ihr Debüt Margie Joseph Makes a New Impression, die sich 1971 14 Wochen in den amerikanischen Album-Charts halten konnte. 
Joseph arbeitete über die Jahre mit vielen hochkarätigen Produzenten zusammen, so mit Arif Mardin auf den Alben von 1973 bis 1975, mit Lamont Dozier auf Hear the Words, Feel the Feeling (1976) oder mit Johnny Bristol auf Feeling My Way (1978). Außerdem sang sie auf dem von Quincy Jones und Donny Hathaway verantworteten Soundtrack zum Blaxploitation-Film Come Back Charleston Blue und 1981 im Background der LP Higher Plane von Al Green.
Nach einer letzten LP für das Label Ichiban verließ Joseph das Musikgeschäft und widmete sich der Gospelmusik sowie ihrer Familie. 

## Diskografie

### Alben
| Jahr | Titel                                | Höchstplatzierung, Gesamtwochen, AuszeichnungChartplatzierungen (Jahr, Titel, Platzierungen, Wochen, Auszeichnungen, Anmerkungen) | Höchstplatzierung, Gesamtwochen, AuszeichnungChartplatzierungen (Jahr, Titel, Platzierungen, Wochen, Auszeichnungen, Anmerkungen) | Anmerkungen |
| Jahr | Titel                                | US | R&B | Anmerkungen |
| ---- | ------------------------------------ | --- | --- | ----------- |
| 1970 | Margie Joseph Makes a New Impression | US67 (14 Wo.)US | R&B7 (15 Wo.)R&B | Volt        |
| 1973 | Margie Joseph                        | — | R&B21 (9 Wo.)R&B | Atlantic    |
| 1974 | Sweet Surrender                      | US165 (3 Wo.)US | R&B56 (3 Wo.)R&B | Atlantic    |
| 1975 | Margie                               | — | R&B53 (4 Wo.)R&B | Atlantic    |
| 1976 | Hear the Words, Feel the Feeling     | — | R&B38 (5 Wo.)R&B | Cotillion   |
| 1983 | Knockout                             | — | R&B34 (11 Wo.)R&B | HCRC        |

Weitere Alben
- 1971: Phase II (Volt)
- 1976: Live! (WMOT, mit Blue Magic und Major Harris)
- 1978: Feeling My Way (Atlantic)
- 1984: Ready for the Night (Cotillion)
- 1988: Stay (Ichiban)

### Singles
| Jahr | Titel Album                      | Höchstplatzierung, Gesamtwochen, AuszeichnungChartplatzierungen (Jahr, Titel, Album, Platzierungen, Wochen, Auszeichnungen, Anmerkungen) | Höchstplatzierung, Gesamtwochen, AuszeichnungChartplatzierungen (Jahr, Titel, Album, Platzierungen, Wochen, Auszeichnungen, Anmerkungen) | Anmerkungen |
| Jahr | Titel Album                      | US | R&B | Anmerkungen |
| ---- | -------------------------------- | --- | --- | ----------- |
| 1970 | Your Sweet Lovin’                | — | R&B46 (2 Wo.)R&B |             |
| 1971 | Stop! In The Name Of Love        | US96 (3 Wo.)US | R&B38 (2 Wo.)R&B |             |
| 1973 | Let’s Stay Together              | — | R&B43 (2 Wo.)R&B |             |
| 1973 | Come Lay Some Lovin’ On Me       | — | R&B32 (10 Wo.)R&B |             |
| 1974 | My Love                          | US69 (4 Wo.)US | R&B10 (13 Wo.)R&B |             |
| 1974 | Words (Are Impossible)           | US91 (4 Wo.)US | R&B27 (13 Wo.)R&B |             |
| 1975 | Stay Still                       | — | R&B34 (10 Wo.)R&B |             |
| 1976 | Hear The Words, Feel The Feeling | — | R&B18 (15 Wo.)R&B |             |
| 1976 | Don’t Turn The Lights Off        | — | R&B46 (9 Wo.)R&B |             |
| 1978 | Come On Back To Me Lover         | — | R&B85 (7 Wo.)R&B |             |
| 1978 | I Feel His Love Getting Stronger | — | R&B94 (3 Wo.)R&B |             |
| 1982 | Knockout                         | — | R&B12 (24 Wo.)R&B |             |
| 1984 | Ready For The Night              | — | R&B69 (6 Wo.)R&B |             |

Weitere Singles
- 1972: Come Back Charleston Blue
- 1975: What’s Come Over Me (mit Blue Magic)